# Andre Brown
Andre Brown (ur. 24 sierpnia 1990 w Mississauga) – kanadyjski siatkarz, grający na pozycji środkowego.

## Sukcesy klubowe
Liga portugalska:
- 2019

Puchar Ligi Greckiej:
- 2021

Liga grecka:
- 2021

Puchar Grecji:
- 2022[7]

Liga niemiecka:
- 2023[8]